# 温体仁
温 体仁（おん たいじん、1573年 - 1638年）は、明末の官員。字は長卿。湖州府烏程県南潯の出身。

## 生涯
風変わりな性格で、その財欲と色欲により煙たがられていたという。
万暦26年（1598年）、科挙に合格して進士に及第し、庶吉士になった。万暦28年（1600年）、翰林院編修に任ぜられた。万暦44年（1616年）、少詹事に進み、南京翰林院印をつかさどった。天啓2年（1622年）、礼部右侍郎と協理詹事に進んだ。翌年、礼部左侍部となった。天啓7年（1627年）、南京礼部尚書に任ぜられた。
崇禎3年（1630年）、礼部尚書・東閣大学士に上った。太子太保を加えられ、文淵閣大学士に進んだ。崇禎5年（1632年）、少保・太子太保を加えられ、戸部尚書・武英殿大学士となり、内閣の次輔となった。自分より20歳下の首輔の周延儒を嫉妬し、密かに排斥を企てた。崇禎6年（1633年）、周延儒はやむなく病と称して辞職し、郷里に帰った。温体仁は周延儒に代わって内閣の首輔となった。
崇禎10年（1637年）、銭謙益・曹化淳らによる弾劾を受け、失意の中、病と称して辞職し、郷里に帰った。 崇禎11年（1638年）、病没した。

## 参考資料
- 『崇禎長編』
- 『明史』